# Полет 4684 на „Еърлайнс PNG“
Полет 4684 на „Еърлайнс PNG“ е редовен вътрешен пътнически полет от международното летище „Джаксънс“, Порт Морсби, до летище „Кокода“, Кокода, Папуа Нова Гвинея, управляван от „Еърлайнс PNG“. На 11 август 2009 г. самолетът „Де Хавиланд Канада DHC-6 Туин Отър“, който изпълнява полета, се разбива в гора в долината Кокода (популярно място за пешеходен туризъм в Папуа Нова Гвинея), докато превозва туристи. В катастрофата загиват всички 11 пътници и 2 членове на екипажа на борда на машината.
Комисията за разследване на произшествия установява причината за катастрофата и публикува окончателния си доклад, в който заключава, че самолетът се разбива поради пилотска грешка. Самолетът се отклонява от първоначалната си траектория на полета и визуалната ориентировка в Кокода Гап е замъглена от облаци, а така пилотите не осъзнават, че се приближават твърде много до терена. Катастрофата е класифицирана като контролиран полет в терена.